# Haedanula
Haedanula is een monotypisch geslacht van spinnen uit de  familie van de Thomisidae (krabspinnen).

## Soort
- Haedanula subinermis (Caporiacco, 1941)